# Asian Sevens Series 2023
El Asian Sevens Series de 2023 fue la decimocuarta temporada del circuito de selecciones nacionales masculinas asiáticas de rugby 7.

## Calendario
| Torneo                | Ciudad  | Fecha              | Campeón   |
| --------------------- | ------- | ------------------ | --------- |
| Seven de Incheon 2023 | Incheon | 26 - 27 de agosto  | Japón     |
| Seven de Bangkok 2023 | Bangkok | 14 - 15 de octubre | Hong Kong |

## Tabla de posiciones
| Pos | País                   | KOR | THA | Puntos |
| --- | ---------------------- | --- | --- | ------ |
| 1   | Japón                  | 12  | 10  | 22     |
| 2   | Hong Kong              | 10  | 12  | 22     |
| 3   | Emiratos Árabes Unidos | 7   | 7   | 14     |
| 4   | China                  | 5   | 5   | 10     |
| 5   | Malasia                | 2   | 8   | 10     |
| 6   | Corea del Sur          | 8   | 1   | 9      |
| 7   | Singapur               | 4   | 2   | 6      |
| 8   | Malasia                | 1   | 4   | 5      |

| Bandera de Japón |
| Campeón Japón    |
| 8º título        |